# 수동휴게소 나들목
수동휴게소 나들목(Sudong SA IC)은 경기도 남양주시 수동면 수산리와 지둔리에 설치된 수도권제2순환고속도로의 5번 나들목이다. 하이패스 전용 나들목이기 때문에 수동휴게소 하이패스 나들목이라고도 불리며 수동휴게소 내에 설치되었다.

## 연혁
- 2024년 2월 7일 : 개통

## 구조물 정보
진출입로는 수동휴게소 부지에 설치되었다.
- 위치: 경기도 남양주시 수동면 수산리
- 영업소 (포천방향): 경기도 남양주시 수동면 수산리 40
- 영업소 (양평방향): 경기도 남양주시 수동면 지둔리 263-8

## 접속하는 도로
- 철마산로

## 같이 보기
- 수동 나들목
- 수동휴게소